# Mergus
Mergus is een geslacht van vogels uit de familie van de eendachtigen (Anatidae). De wetenschappelijke naam van het geslacht werd in 1758 gepubliceerd door Carl Linnaeus. De naam 'Mergus' was al langer in gebruik, onder meer bij Eleazar Albin, George Edwards, Francis Willughby en John Ray, allen door Linnaeus aangehaald.

## Veldkenmerken
Deze grote vogels hebben meestal zwart-witte, bruine en/of groene tinten in hun verenkleed. Hun bek bevat gekartelde randen die hen helpen bij het vissen. Dankzij dit kenmerk, worden zij samen met het nonnetje en de kokardezaagbek aangeduid met de naam “zaagbekken”. 

## Verwantschap
Het zijn allemaal visetende eenden. De kokardezaagbek (Lophodytes cucullatus) wordt tot het geslacht Lophodytes gerekend, maar is zeer nauw verwant aan de vogels in dit geslacht. Een andere vogel, het nonnetje (Mergellus albellus), vertoont eveneens veel gelijkenissen met deze vogels, maar is fylogenetisch gezien nog nauwer verwant met soorten uit het geslacht Bucephala.

## Soorten
De volgende soorten zijn bij het geslacht ingedeeld:
- Mergus octosetaceus – Braziliaanse zaagbek
- Mergus merganser – Grote zaagbek
- Mergus serrator – Middelste zaagbek
- Mergus squamatus – Chinese zaagbek

### Uitgestorven
- † Mergus australis – Nieuw-Zeelandse zaagbek